# Mãe Gilda de Ogum
Gildásia dos Santos e Santos (Salvador, 3 de outubro de 1935 — Salvador, 21 de janeiro de 2000), conhecida como Mãe Gilda de Ogum, foi uma líder religiosa e ativista social brasileira. Em 1988, fundou o Ilê Axé Abassá de Ogum, um terreiro de candomblé próximo à Lagoa do Abaeté, bairro de Itapuã, em Salvador.
Ela própria foi iniciada no candomblé em 1976 no Terreiro de Oya. Após muitos anos de iniciação na religião, recebeu o cargo de ialorixá e, em outubro de 1988, registrou seu Terreiro de Candomblé, o Axé Abassá de Ogum. Ela se destacou por sua personalidade forte e seus esforços para melhorar a área de Nova Brasília de Itapuã em Itapuã.
Difamações e uma série de violências contra ela e seus filhos de santo produzidas pela Igreja Universal do Reino de Deus (IURD) nas páginas da Folha Universal lhe causaram infarto mortal em 21 de janeiro de 2000. Os ataques incluíram a foto dela em matéria de capa com a manchete "Macumbeiros e charlatões lesam a vida e bolso de clientes”, o que motivou a sua família a processar a IURD e venceu a causa. Em 2007, o Governo Federal do Brasil instituiu o aniversário de sua morte (21 de janeiro) como o Dia de Luta contra a Intolerância Religiosa.
Em 2014, a Prefeitura Municipal de Salvador instalou o monumento público em homenagem à líder religiosa no Parque Metropolitano do Abaeté. De autoria de Márcia Magno, o monumento é um busto de 1,7 m de altura, dos quais 1,1 m corresponde à base. O local se tornou ponto de referência para o Dia de Luta contra a Intolerância Religiosa e os terreiros de candomblé. Ao mesmo tempo, foi alvo de vandalismos em 2016 e em 2020.